# Anastrepha passiflorae
Anastrepha passiflorae
 es una especie de insecto díptero que Greene describió científicamente por primera vez en el año 1934.
Esta especie pertenece al género Anastrepha de la familia Tephritidae.